# Manlay
Manlay est une commune française située dans le canton d'Arnay-le-Duc du département de la Côte-d'Or, en région Bourgogne-Franche-Comté.

## Géographie

### Climat
Pour des articles plus généraux, voir Climat de la Bourgogne-Franche-Comté et Climat de la Côte-d'Or.
En 2010, le climat de la commune est de type climat océanique dégradé des plaines du Centre et du Nord, selon une étude du Centre national de la recherche scientifique s'appuyant sur une série de données couvrant la période 1971-2000. En 2020, Météo-France publie une typologie des climats de la France métropolitaine dans laquelle la commune est exposée à un climat océanique altéré et est dans la région climatique  Lorraine, plateau de Langres, Morvan, caractérisée par un hiver rude (1,5 °C), des vents modérés et des brouillards fréquents en automne et hiver. 
Pour la période 1971-2000, la température annuelle moyenne est de 10,3 °C, avec une amplitude thermique annuelle de 16,8 °C. Le cumul annuel moyen de précipitations est de 908 mm, avec 12,2 jours de précipitations en janvier et 8 jours en juillet. Pour la période 1991-2020, la température moyenne annuelle observée sur la station météorologique de Météo-France la plus proche, « Arnay_sapc », sur la commune de Saint-Prix-lès-Arnay à 12 km à vol d'oiseau, est de 10,5 °C et le cumul annuel moyen de précipitations est de 799,9 mm,. Pour l'avenir, les paramètres climatiques de la commune estimés pour 2050 selon différents scénarios d'émission de gaz à effet de serre sont consultables sur un site dédié publié par Météo-France en novembre 2022.

## Urbanisme

### Typologie
Au 1er janvier 2024, Manlay est catégorisée commune rurale à habitat très dispersé, selon la nouvelle grille communale de densité à 7 niveaux définie par l'Insee en 2022.
Elle est située hors unité urbaine et hors attraction des villes,.

### Occupation des sols
L'occupation des sols de la commune, telle qu'elle ressort de la base de données européenne d’occupation biophysique des sols Corine Land Cover (CLC), est marquée par l'importance des territoires agricoles (58,7 % en 2018), une proportion sensiblement équivalente à celle de 1990 (59 %). La répartition détaillée en 2018 est la suivante : 
prairies (44,4 %), forêts (39,8 %), zones agricoles hétérogènes (7,7 %), terres arables (6,7 %), zones urbanisées (1,3 %), milieux à végétation arbustive et/ou herbacée (0,1 %). L'évolution de l’occupation des sols de la commune et de ses infrastructures peut être observée sur les différentes représentations cartographiques du territoire : la carte de Cassini (XVIIIe siècle), la carte d'état-major (1820-1866) et les cartes ou photos aériennes de l'IGN pour la période actuelle (1950 à aujourd'hui).

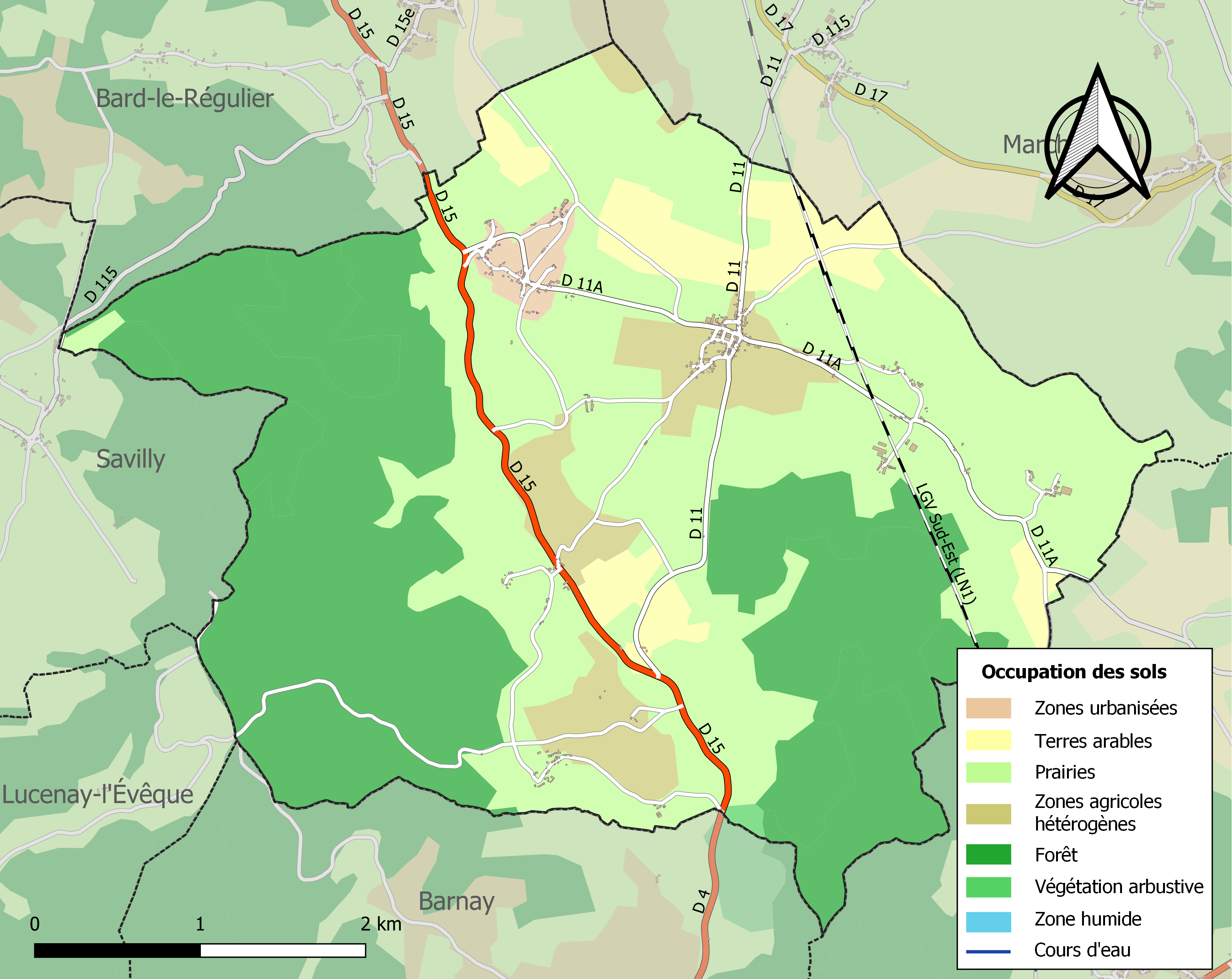
Carte des infrastructures et de l'occupation des sols de la commune en 2018 (CLC).

### Voies de communication et transports
La gare de Manlay, située au hameau de Menin-Thiroux, était desservie par les TER faisant la navette entre Saulieu et Autun.
Depuis la fermeture en 2011 de la ligne ferroviaire passant à proximité, la commune est desservie par des cars faisant la navette entre Avallon, Saulieu et Autun.

## Histoire
Dans le cadre de la guerre de Cent Ans, le bourg est  occupé en 1363-1364 par Guiot du Pin et ses "routiers", et  sert de base pour piller la région. Peu avant ou après cet épisode fut bâtie l'église fortifiée Saint-Laurent.
Quarante-deux enfants de la municipalité tombèrent au champ d'honneur lors de la Première Guerre mondiale.
En juillet 1944, des soldats allemands se trouvent sur la montagne de Bard (en observation des passages d'avions alliés), et sont faits prisonniers par des résistants. En guise de représailles, le 31 de ce même mois, le village est bombardé et incendié,.

## Politique et administration
| Période                                  | Période   | Identité       | Étiquette | Qualité |
| ---------------------------------------- | --------- | -------------- | --------- | ------- |
| mars 2001                                | mars 2008 | Maurice Bouley |           |         |
| mars 2008                                | en cours  | Edmond Benoit  |           |         |
| Les données manquantes sont à compléter. |           |                |           |         |

## Démographie
L'évolution du nombre d'habitants est connue à travers les recensements de la population effectués dans la commune depuis 1793. Pour les communes de moins de 10 000 habitants, une enquête de recensement portant sur toute la population est réalisée tous les cinq ans, les populations de référence des années intermédiaires étant quant à elles estimées par interpolation ou extrapolation. Pour la commune, le premier recensement exhaustif entrant dans le cadre du nouveau dispositif a été réalisé en 2005.

En 2022, la commune comptait 199 habitants, en évolution de +13,71 % par rapport à 2016 (Côte-d'Or : +0,82 %, France hors Mayotte : +2,11 %).
| 1793 | 1800 | 1806 | 1821 | 1831 | 1836 | 1841 | 1846 | 1851 |
| ---- | ---- | ---- | ---- | ---- | ---- | ---- | ---- | ---- |
| 526  | 581  | 572  | 681  | 659  | 629  | 665  | 635  | 666  |

| 1856 | 1861 | 1866 | 1872 | 1876 | 1881 | 1886 | 1891 | 1896 |
| ---- | ---- | ---- | ---- | ---- | ---- | ---- | ---- | ---- |
| 664  | 650  | 665  | 668  | 630  | 726  | 696  | 750  | 689  |

| 1901 | 1906 | 1911 | 1921 | 1926 | 1931 | 1936 | 1946 | 1954 |
| ---- | ---- | ---- | ---- | ---- | ---- | ---- | ---- | ---- |
| 657  | 657  | 613  | 504  | 470  | 461  | 482  | 350  | 343  |

| 1962 | 1968 | 1975 | 1982 | 1990 | 1999 | 2005 | 2006 | 2010 |
| ---- | ---- | ---- | ---- | ---- | ---- | ---- | ---- | ---- |
| 355  | 319  | 286  | 237  | 221  | 223  | 206  | 204  | 211  |

| 2015 | 2020 | 2022 | - | - | - | - | - | - |
| ---- | ---- | ---- | - | - | - | - | - | - |
| 179  | 195  | 199  | - | - | - | - | - | - |

## Culture locale et patrimoine

### Lieux et monuments
- L'église fortifiée Saint-Laurent datant du XIVe siècle.
- Le lavoir
- La place

### Héraldique
| Blason de Manlay | Blason  | Coupé émanché flamboyant d'or et de gueules de trois pièces ; au chef de gueules chargé de trois besants d'or. |
| Blason de Manlay | Détails | Les flammes sont pour le supplice de saint Laurent, patron de la paroisse, mais aussi de l'incendie du 31 juillet 1944. Le chef est aux armes des seigneurs de Voudenay qui possédaient également une partie de la seigneurie de Manlay. Adopté le 30 juin 1979. |